# Mariusz Winogrodzki
Mariusz Winogrodzki (ur. 10 września 1987 w Jeleniej Górze) – multimedalista Mistrzostw Polski w kategoriach wiekowych: juniorów, młodzieżowców i seniorów. Zajął 3. miejsce na dystansie 50 m stylem klasycznym podczas mistrzostw Europy juniorów.

## Medale
- Złoty medal na 50 metrów stylem klasycznym na basenie 25 m na  Zimowych Mistrzostwach Polski w Gorzowie Wielkopolskim w roku 2005.
- Srebrny medal na 100 metrów stylem klasycznym na basenie 25 m na  Zimowych Mistrzostwach Polski w Gorzowie Wielkopolskim w roku 2005.
- Złoty medal na 50 metrów stylem klasycznym na basenie 50 m na Głównych Mistrzostwach Polski w Ostrowcu Świętokrzyskim w roku 2006.
- Złoty medal na 50 metrów stylem klasycznym na basenie 50 m na Zimowych Mistrzostwach Polski w Gorzowie Wielkopolskim w roku 2006.
- Srebrny medal na 100 metrów stylem klasycznym na basenie 50 m na Głównych Mistrzostwach Polski w Ostrowcu Świętokrzyskim w roku 2006.
- Srebrny medal na 100 metrów stylem klasycznym na basenie 50 m na Zimowych Mistrzostwach Polski w Gorzowie Wielkopolskim w roku 2006.
- Brązowy medal na 200 metrów stylem klasycznym na basenie 50 m na Zimowych Mistrzostwach Polski w Gorzowie Wielkopolskim w roku 2006.

## Rekordy Polski seniorów
- 50 m stylem klasycznym na basenie 25 m czas: 0:27,78 s Gorzów Wielkopolski 25.11.2005
- 100 m stylem klasycznym na basenie 25 m czas: 0:59,39 s Helsinki 07.12.2006
- 50 m stylem klasycznym na basenie 50 m czas: 0:28,48 s Ostrowiec Świętokrzyski 19.05.2006